# Reinhard Junge

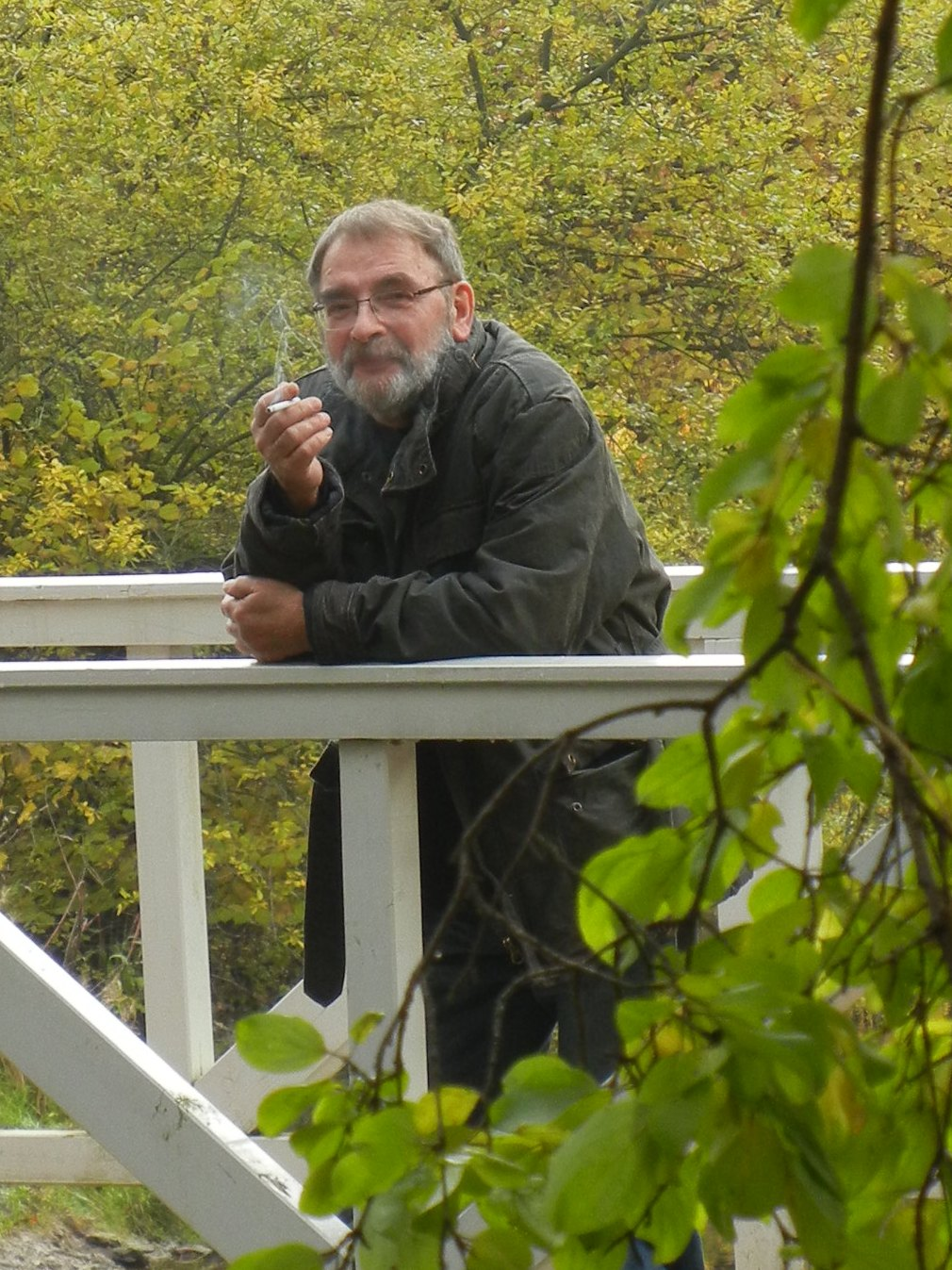
Reinhard Junge in Weimar, Oktober 2011

Reinhard Junge (* 22. Oktober 1946 in Dortmund) ist ein deutscher Autor von Kriminalromanen und war Mitbegründer der SDAJ.

## Leben
Junge besuchte ab 1957 das Gymnasium in Dortmund, wo er erste Satiren für die Schülerzeitung und 1965 den ersten Versuch eines Romans verfasste. Er erlangte 1966 das Abitur und fing ein Studium an der Ruhr-Universität Bochum an, wurde aber 1967 von der Bundeswehr zum Wehrdienst im Panzergrenadierbataillon 191 in Ahlen eingezogen. Dort wurde er für 14 Tage inhaftiert, weil er in Uniform zur Gründung der SDAJ aufgerufen hatte. Junge war 1968 Mitbegründer der SDAJ. Gleichzeitig war er Mitarbeiter am sozialistischen Jugendmagazin elan. Ende 1968 führte er das Germanistik- und Russisch-Studium an der Ruhr-Universität fort. Sein Lehramtsreferendariat absolvierte er in Hattingen.
Aufgrund der Mitgliedschaft in der DKP fiel er 1978 unter den Radikalenerlass, konnte aber ab 1979 schließlich, auch mit Hilfe sozialdemokratischer Genossen, die wussten, dass sein Vater in einem Konzentrationslager inhaftiert gewesen war, in Wattenscheid als Lehrer arbeiten. Bis heute ist er politisch als Antifaschist aktiv. Heute lebt Junge in Bochum und unterrichtete zwischen 1979 und Anfang 2012 an der Hellweg-Schule Bochum-Wattenscheid Deutsch und Latein. Er hat drei Kinder.

## Werk
Im Jahre 1971 veröffentlichte er eine kritische Auseinandersetzung über seine Bundeswehrzeit. 1978 erschien das erste von vier Büchern über die Neonaziszene, für das er auch undercover recherchiert hatte. Sein erster Kriminalroman Klassenfahrt erschien 1985 und hatte seitdem diverse Nachauflagen. Gemeinsam mit Leo P. Ard (alias Jürgen Pomorin) schuf er das Video-Team PEGASUS aus Dortmund, das seit 1988 im Ruhrgebiet in Kriminalromanen tätig ist. Auch in seinen Kriminalromanen greift Junge häufig gesellschaftliche Themen und Entwicklungen auf oder nimmt regionale Personen und Ereignisse als Vorbilder bzw. Motive. So diente der langjährige Bürgermeister von Datteln, Horst Niggemeier, als Vorbild für die Krimiserie um das Ekel von Datteln. Durch ihre „Ekel“-Romane entfachten Junge und Leo P. Ard in Datteln und Umgebung mehrere Provinzskandale. Seit 2014 schreibt er gemeinsam mit seiner Lebensgefährtin Christiane Bogenstahl. 2016 erschien der erste gemeinsame Roman Datengrab, dessen Handlung 2018 mit Seelenamt fortgeführt wurde.
Neben den Romanen entstanden etliche Beiträge für Krimi-Anthologien. Drei seiner Romane wurden für den Friedrich-Glauser-Preis nominiert.

## Bibliographie
- Barras-Report - Tagebuch einer Dienstzeit. Weltkreis-Verlag, Dortmund 1971.
- mit Jürgen Pomorin: Die Neonazis und wie man sie bekämpfen kann. Weltkreis-Verlag, Dortmund 1978, ISBN 3-88142-197-1.
- mit Jürgen Pomorin: Vorwärts, wir marschieren zurück - Die Neonazis Teil II. Weltkreis-Verlag, Dortmund 1979, ISBN 3-88142-219-6.
- mit Jürgen Pomorin, Georg Biemann und H.-P. Bordien: Blutige Spuren. Der zweite Aufstieg der SS. Weltkreis-Verlag, Dortmund 1980, ISBN 3-88142-236-6.
- mit Jürgen Pomorin und Georg Biemann: Geheime Kanäle. Der Nazi-Mafia auf der Spur. Weltkreis-Verlag, Dortmund 1981, ISBN 3-88142-256-0.
- Klassenfahrt. grafit, Dortmund 1985, ISBN 3-89425-331-2.
- mit Leo P. Ard: Bonner Roulette. Weltkreis-Verlag, Dortmund 1986, ISBN 3-88142-391-5 (1988 bei grafit unter ISBN 3-89425-391-6)
- mit Leo P. Ard: Das Ekel von Datteln. grafit, Dortmund 1988, ISBN 3-89425-426-2. (erneut veröffentlicht im Sammelband Ruhrmorde.2010, grafit, Dortmund 2010, ISBN 3-89425-374-6)
- mit Leo P. Ard: Das Ekel schlägt zurück. grafit, Dortmund 1990, ISBN 3-89425-010-0.
- mit Leo P. Ard: Die Waffen des Ekels. grafit, Dortmund 1990, ISBN 3-89425-021-6.
- mit Leo P. Ard: Meine Niere, deine Niere. grafit, Dortmund 1992, ISBN 3-89425-028-3.
- mit Leo P. Ard: Der Witwenschüttler. grafit, Dortmund 1994, ISBN 3-89425-044-5.
- Totes Kreuz. grafit, Dortmund 1996, ISBN 3-89425-070-4.
- Straßenfest. grafit, Dortmund 1998, ISBN 3-89425-213-8.
- Glatzenschnitt. grafit, Dortmund 2002, ISBN 3-89425-257-X.
- Achsenbruch. grafit, Dortmund 2013, ISBN 978-3-89425-354-7.
- mit Christiane Bogenstahl: Datengrab. grafit, Dortmund 2016, ISBN 978-3-89425-480-3.
- mit Christiane Bogenstahl: Seelenamt. grafit, Dortmund 2018, ISBN 978-3-89425-586-2.

Autor von Krimis in Anthologien:
- Mord am Hellweg. grafit, Dortmund 2002, ISBN 3-89425-271-5.
- Mehr Morde am Hellweg. grafit, Dortmund 2004, ISBN 3-89425-294-4.
- Blutgrätsche. Weltmeister-Krimis. grafit, Dortmund 2006, ISBN 3-89425-314-2.
- Mordsschnellweg. grafit, Dortmund 2009, ISBN 978-3-89425-364-6.
- Tausend Berge, tausend Abgründe. grafit, Dortmund 2012, ISBN 978-3-89425-399-8.
- mit Christiane Bogenstahl: Tödliche Texte. In: Lies oder stirb - Mörderisches aus dem Bücherdschungel. grafit, Dortmund 2014, ISBN 978-3-89425-440-7.
- Die Bochumer Stadtmusikanten. In: Mordsmärchen – Bitterböse Krimis aus dem Märchenland. Ruhrkrimi-Verlag, Mülheim a.d. Ruhr 2021, ISBN  978-3-947848-22-5.

als Mitherausgeber:
- mit Hans-Jürgen Kawalun: Grünzeug. Stories vom Bund. Anthologie. Weltkreis-Verlag, Dortmund 1983, ISBN 3-88142-299-4.